# Killer Fox
Killer Fox war eine US-amerikanische Hard-Rock- und Metal-Band in den 1980er Jahren aus Manchester, New Hampshire, die unter dem Namen Killer Foxx gegründet wurde. Die Band veröffentlichte zwei Alben, danach endete die Bandkarriere durch einen tödlichen Autounfall der Sängerin Vivian Fox und des Bassisten K.K. Fox.

## Bandgeschichte

### Originale Band
Killer Fox wurde 1986 in Manchester in New Hampshire als Killer Foxx gegründet und bestand aus der Sängerin und Gitarristin Vivian Fox, dem Gitarristen Mick Stryker, dem Bassisten K.K. Fox und dem Schlagzeuger John Deacon. Sie orientierten sich in ihrem Auftreten sehr stark an der Band Kiss und veröffentlichten 1986 das Album All You Can Eat, sowie später unter dem Namen Killer Fox das Album Going Under in Europa als Imprint bei dem deutschen Label Metal Enterprises. 1987 kamen Vivian und K.K. Fox bei einem Autounfall ums Leben, woraufhin Metal Enterprises All You Can Eat ein weiteres Mal unter dem Titel The Night veröffentlichte.

### Killer Fox II
1990 erschien mit Orgasm of Death ein weiteres Album unter dem Namen der Band, das jedoch ausschließlich von Studiomusikern eingespielt wurde und mit der ursprünglichen Band nichts zu tun hatte. Metal Enterprises besaß die Rechte am ersten Album und übte diese Praxis auch bei der Band Thrash Queen. Da Killer Fox und Thrash Queen sich beide gegen Ende der 1990er auflösten, kam man auf die Idee von beiden Bands zwei weitere Alben zu produzieren. Dazu heuerte man Studiomusiker an, die den Stil imitieren sollten, das originale Line-up ist unbekannt.

## Musikstil und Rezeption
Thrash Queen gilt zusammen mit Killer Fox als eine der schlechtesten Metal-Bands aller Zeiten und zementierten Metal Enterprise Status als eines der schlechtesten Metal-Labels. Tatsächlich versuchte sich die Plattenfirma, nachdem sie mehrere Alben der Böhse Onkelz produziert hatte, als Rechtsrock-Label einen Ruf aufzubauen. Philipp Roser vom Crash merkte in seiner Rezension zu Going Under an, dass die Band nur ein billiger Kiss-Abklatsch ist. Der Gesang sei unsäglich und nervend und man könne bei den Liedern kaum von Musik sprechen. Bei den rein instrumentalen Passagen setze sich „[d]er Headbanger-Schädel […] durchaus in Schüttelbewegung“. Götz Kühnemund vom Metal Hammer rezensierte das Album ebenfalls und bezeichnete es als überflüssigen Müll. Zudem sei es ärgerlich, da das Album bereits zuvor in den USA unter anderem Namen mit anderem Cover erschienen sei und bereits damals nur negative Kritiken erhalten habe. Das Cover empfand er als lächerlich, wodurch man auch die Band nicht ernst nehmen könne. Die Musik sei schlecht produzierter „Garagenthrash“. Auch Martin Groß vom selben Magazin empfand die Musik in seiner Rezension zu Orgasm Of Death als nervig. Auch hierauf könne man die Gruppe nicht ernst nehmen und sorge für unfreiwillige Komik. Die Band sei „bescheuert“, bestehe aus „Perückenheinis“ und spiele „Matsch-Metal“. Holger Stratmann, Rock-Hard-Herausgeber, erklärte das Album zur „Arschbombe des Monats“. Die Lieder seien krampfhaft auf dämonisch getrimmt oder nervende „Eunuchenmetalstücke“, zudem von einem „schlechten Drumcomputer“ begleitet.

## Diskografie
- 1986: The Night (Lanslyde Records)
- 1990: Orgasm of Death (Metal Enterprise)